# Papaipema rigida
Papaipema rigida är en fjärilsart som beskrevs av Augustus Radcliffe Grote 1877. Papaipema rigida ingår i släktet Papaipema och familjen nattflyn. Inga underarter finns listade i Catalogue of Life.